# Čistá, Svitavy
Čistá là một làng thuộc huyện Svitavy, vùng Pardubický, Cộng hòa Séc.